# Stanlake Swinton Lee
Stanlake Swinton Lee, britanski general, * 1890, † 1952.